# (I Don't Know Why) But I Do
"(I Don't Know Why) But I Do" es una canción de Rhythm and blues escrita por Paul Gayten y Bobby Charles (como Robert Guidry), e interpretada por Clarence "Frogman" Henry.

## Versión original
Fue el mayor éxito de Henry en Estados Unidos, alcanzando el número 4 a principios de 1961. El lado B del lanzamiento del sencillo fue "Just My Baby and Me".
En su lanzamiento inicial en diciembre de 1960, bajo sello discográfico Argo, la canción se tituló "I Don't Know Why". Sin embargo, unas diez semanas después, Argo anunció que debido a la confusión que surgió con otra canción de 1931 llamada "I Don't Know Why (I Just Do)", se cambiaría el título a "I Don't Know Why (But I Do)". El lanzamiento en el Reino Unido con el sello Pye y el lanzamiento en Australia en el sello Coronet se titularon "But I Do". La versión del Reino Unido pasó 19 semanas en las listas y alcanzó el puesto número 3 en la primera semana de mayo de 1961.
La canción se hizo popular nuevamente después de su uso en un comercial de televisión británico de 1993 para Fiat Cinquecento, apariciones en la película Forrest Gump de 1994, la película Mickey ojos azules de 1999 y un comercial de 2019 para Expedia.

### Posicionamiento en listas

#### Listas semanales
| Lista (1961)                     | Posición |
| -------------------------------- | -------- |
| Reino Unido                      | 3        |
| Italia                           | 55       |
| Estados Unidos Billboard Hot 100 | 4        |
| Estados Unidos Billboard R&B     | 9        |
| Estados Unidos Cash Box Top 100  | 4        |

#### Listas anuales
| Chart (1961)                     | Rank |
| -------------------------------- | ---- |
| Reino Unido                      | 24   |
| Estados Unidos Billboard Hot 100 | 43   |
| Estados Unidos Cash Box          | 39   |

## Versión de Bobby Vinton
Bobby Vinton hizo una versión de "But I Do" en 1972. Su versión alcanzó el puesto 82 en el Billboard Hot 100 y el puesto 71 en la lista Cash Box a principios de 1973. También alcanzó el puesto 27 en la lista Adult Contemporary.
La canción también fue un éxito en Canadá tanto en la lista Pop (n. ° 72) como en la lista Adult Contemporary (n. ° 23), donde tuvo su mejor desempeño.

## Otras versiones
- El grupo irlandés The Nolans hizo una versión de la canción en 1974. Fue su sencillo debut, pero no llegó a las listas.
- El dúo holandés Lion tuvo un éxito local con una versión de "But I Do" con "You've Got a" Woman "como cara B en 1975.
- Tom Jones hizo una versión de la canción en su LP de 1981 Darlin'/The Country Side of Tom Jones . También fue lanzado como sencillo, pero no llegó a las listas.
- Charley Pride hizo una versión de "But I Do" en 1996 en su álbum Classics with Pride .